# Dům pro dva
Dům pro dva je český barevný film režiséra Miloše Zábranského z roku 1988.

## Obsah
V jednom domě žijí dva bratři, starší je tichý, skromný, poctivý a věřící (Jiří Schmitzer), mladší je jeho pravý opak, halasný, furiantský, svůdník (Ondřej Vetchý), dělající bratrovi naschvály. Když starší bratr tragicky zemře, uvědomí si mladší z bratrů, že ztratil svou velkou životní oporu a začne se chovat odpovědněji.